# Lethal Weapon 3
Lethal Weapon 3 (llamada Arma letal 3 en España y Arma mortal 3 en Hispanoamérica) es una película estadounidense estrenada el 15 de mayo de 1992 y dirigida por Richard Donner. Esta película está protagonizada por Mel Gibson y Danny Glover.
La película tenía un presupuesto inicial de 35 millones de dólares, y recaudó 115 millones de dólares, lo que le hizo ser la segunda película más vista en 1992 por detrás de Batman Returns. Tiene una duración aproximada de dos horas.

## Argumento
Los sargentos del Departamento de Policía de Los Ángeles Martin Riggs (Gibson) y Roger Murtaugh (Glover) llegan a un edificio evacuado en donde hay una bomba. Desobedeciendo las órdenes y con la presión de Riggs, ambos van al interior del edificio para investigar la bomba. Riggs decide desactivar la bomba por sí mismo en lugar de esperar a que los expertos de antiexplosivos lleguen. Por desgracia, hace detonar la bomba y todo el edificio explota. Esto hace que se los degrade, lo que molesta a Murtaugh porque sólo le falta una semana para su jubilación.
Mientras patrullan en la calle, los dos frustran un robo en el que utilizan un vehículo blindado duplicado, a pesar de que sólo logran atrapar a uno de los dos aspirantes a ladrones. Durante el arresto, se descubre que los criminales estaban armados con un nuevo tipo de bala perforante, conocida informalmente como "Mata Policías". Por sus esfuerzos en detener el robo, Riggs y Murtaugh son reintegrados como sargentos detectives por su superior, el capitán Murphy (Steve Kahan). Murphy les presenta a la sargento de asuntos internos Lorna Cole (Rene Russo) a los dos detectives, quienes tuvieron una primera mala impresión, y les informa que el sospechoso que tienen en custodia es un socio conocido del exteniente de la policía de Los Ángeles y sospechoso de tráfico de armas: Jack Travis (Stuart Wilson).
Mientras tanto, el otro criminal que escapó es llevado ante Travis que está llevando a cabo una reunión de trabajo con el mafioso Tyrone (Millar) para dar cuenta de sus acciones que han llevado a que la policía se centre en los negocios de armas de Travis. Travis retiene a su secuaz que fue uno de los que trató de robar el auto blindado, tira al ladrón en un hoyo y lo llena de cemento con el fin de mostrar a Tyrone lo que sucede a cualquiera que pudiera traicionarlo. Travis luego va a la estación del condado, usando su placa de policía que sigue siendo válida, accede a su otro socio, y lo ejecuta. Travis no se da cuenta de que ha cometido esta ejecución ante una cámara escondida en la estación, y cuando Cole, Riggs y Murtaugh llegan a la escena, son capaces de identificarlo con el vídeo.
De vuelta en el recinto Riggs, Murtaugh y Cole están revisando el vídeo de la ejecución cuando son interrumpidos por Leo Getz (Pesci), que ha bajado a visitar a sus dos viejos amigos. Cuando los detectives ponen el vídeo en pausa para hablar con Leo, Leo logra reconocer Travis y les dice que podrían encontrar a Travis en un juego de hockey, dado que es un aficionado al hockey. Luego sigue un intento fallido de detener públicamente Travis, a pesar de que los detectives creen que ahora deben dirigirse hasta el almacén de armas de Travis. 
Más tarde, Murtaugh y Riggs han sido objeto de ataques por parte de matones de Tyrone. Murtaugh mata a uno de ellos, Darryl, un joven pandillero que es amigo de Nick, el hijo de Murtaugh. Roger, visiblemente afectado y triste, no regresa a su hogar. Al día siguiente, Cole y Riggs discuten sobre el hecho de que él y Murtaugh no les informó sobre el tiroteo a Cole, y Riggs le exige que deben trabajar juntos sin secretos para detener el tráfico ilegal de armas. Cole accede y le revela a Riggs que Asuntos Internos creen que la policía está infiltrada en el caso, y llegan a la conclusión de que Travis, a través de su placa, es el que extrae las armas, y van al almacén secreto de Travis. Estando ya allí, Riggs y Cole son atacados por matones de Travis, por lo que los dos detectives toman ventaja y entran en una lucha mano a mano contra ellos, asegurando la mayor parte del cargamento de armas, y esa misma noche se enamoran.
Después de enterarse a través de Rianne que Murtaugh se había convertido en alguien introvertido por haberle disparado a Darryl, Riggs se enfrenta a Murtaugh en su barco y después de un tenso intercambio de palabras, ayuda a Murtaugh superar su sentimiento de culpa. En el funeral de Darryl, su padre implora a Murtaugh para capturar al hombre que puso el arma en las manos de su hijo. 
Travis, ahora incapaz de adquirir armas a través del depósito de armas de la policía debido a su exposición al vídeo de la ejecución, tiene secuestrado al capitán Murphy en un intento de utilizar su permiso para obtener acceso a los depósitos de armas. Después de tener el trabajo de Leo en la obtención de información acerca de una obra de construcción en la que los trabajadores estaban conectados con el garaje, Riggs, Murtaugh y Cole se dan cuenta del plan de Travis cuando Cole nota que la información ha sido hackeada desde el ordenador de la policía, y se dirigen al depósito de armas de la policía de Los Ángeles para detenerlo. Un gran tiroteo se desata en el depósito de armas entre los detectives, su apoyo, y los hombres de Travis. Murphy se las arregla para liberarse, y la mayoría de los hombres de Travis están muertos o capturados. Travis logra escapar, y Riggs y Murtaugh juran que van a atraparlo.
Con los detalles de la construcción proporcionadas por Leo, los tres parten para el emplazamiento de la obra. En el sitio de la construcción, los detectives están bajo fuego pesado que termina por incendiar el lugar, logran destruir la mayor parte del sitio y a los hombres de Travis. Tras un gran forcejeo entre Travis y Riggs, Riggs termina por matar con sus propias balas perforantes a Travis, después de que Travis hiera a Cole e intente acabar con ella. Cole, sin embargo, se las arregla para sobrevivir, ya que tomó la precaución adicional de llevar dos chalecos antibalas, ella y Riggs admiten que les gustaría haber sido más serios entre sí.
El día de su jubilación, la familia de Roger está celebrando, pero él les dice que ha decidido permanecer en la fuerza, conservando su asociación con Riggs, una elección que su familia poco a poco empieza a aceptar. Luego, Riggs y Murtaugh pasan por un hotel que se encuentra bajo una amenaza de bomba, y Riggs decide intentar desarmar la bomba de nuevo. Pero antes de que puedan salir del coche, la construcción explota, obligando a Riggs y Murtaugh a retroceder rápido en un intento de salvar sus vidas y sus carreras. Ambos pueden ser escuchados diciendo: «soy demasiado viejo para esto».

## Reparto
| Personaje      | Actor original | Actor de doblaje - México |
| -------------- | -------------- | ------------------------- |
| Martin Riggs   | Mel Gibson     | Guillermo Sauceda         |
| Roger Murtaugh | Danny Glover   | Emilio Guerrero           |
| Leo Getz       | Joe Pesci      | Pedro D'Aguillon Jr.      |
| Lorna Cole     | Rene Russo     |                           |
| Jack Travis    | Stuart Wilson  | Martín Soto               |
| Trish Murtaugh | Darlene Love   | Araceli de León           |

## Producción

### Guion
En principio el guion incluía un romance de Riggs con la hija de Roger, pero el director Richard Donner demandó muchos cambios.

### Artes marciales
Russo recibió entrenamiento en artes marciales de la campeona de kickboxing Cheryl Wheeler-Dixon, que actuó también como su doble de acción en el filme.

### Rodaje
Se rodó desde octubre de 1991 a enero de 1992. El director Richard Donner colocó varios mensajes ecologistas en la película (la camiseta de la hija de Glover y el póster en la comisaría).
En la primera escena del filme, donde una bomba destruye el edificio ICSI, se aprovechó la demolición real del viejo ayuntamiento de Orlando, Florida. El clímax del filme, la explosión de la extraña mansión en la colina, se rodó en una mansión inacabada de Lancaster, California.

## Premios

### BMI Film & TV Awards
| Año  | Categoría  | Nominados                                                | Resultado |
| ---- | ---------- | -------------------------------------------------------- | --------- |
| 1993 | BMI Awards | Lethal Weapon 3 Michael Kamen Eric Clapton David Sanborn | Ganador   |

### Grammy Awards
| Año  | Categoría                                                             | Nominaciones                                                               | Resultado |
| ---- | --------------------------------------------------------------------- | -------------------------------------------------------------------------- | --------- |
| 1992 | Best Song Written Specifically For A Motion Picture Or For Television | Michael Kamen Eric Clapton It's Probably Me (From Lethal Weapon 3) (Track) | Nominada  |

## Fechas de estreno mundial
| País                                                                          | Fecha de estreno               |
| ----------------------------------------------------------------------------- | ------------------------------ |
| Alemania                                                                      | Jueves 27 de agosto de 1992    |
| Argentina                                                                     | Jueves 23 de julio de 1992     |
| Australia                                                                     | Jueves 3 de septiembre de 1992 |
| Austria                                                                       | Viernes 28 de agosto de 1992   |
| Bélgica                                                                       | Miércoles 12 de agosto de 1992 |
| Belice · Costa Rica · El Salvador · Guatemala · Honduras · Nicaragua · Panamá | Viernes 12 de junio de 1992    |
| Bolivia                                                                       | Martes 4 de agosto de 1992     |
| Brasil                                                                        | Viernes 7 de agosto de 1992    |
| Bulgaria                                                                      | Viernes 22 de octubre de 1993  |
| Chile                                                                         | Viernes 14 de agosto de 1992   |
| Colombia                                                                      | Jueves 2 de julio de 1992      |
| Corea del Sur                                                                 | Sábado 20 de junio de 1992     |
| Croacia                                                                       | Martes 17 de noviembre de 1992 |
| Dinamarca                                                                     | Viernes 26 de junio de 1992    |
| Egipto                                                                        | Lunes 2 de noviembre de 1992   |
| Eslovenia                                                                     | Martes 17 de noviembre de 1992 |
| España                                                                        | Viernes 28 de agosto de 1992   |
| Estados Unidos · Canadá                                                       | Viernes 15 de mayo de 1992     |
| Filipinas                                                                     | Miércoles 8 de julio de 1992   |
| Finlandia                                                                     | Viernes 14 de agosto de 1992   |
| Francia                                                                       | Miércoles 12 de agosto de 1992 |

| País                         | Fecha de estreno                 |
| ---------------------------- | -------------------------------- |
| Grecia                       | Viernes 23 de octubre de 1992    |
| Hong Kong                    | Jueves 4 de junio de 1992        |
| Hungría                      | Jueves 26 de noviembre de 1992   |
| India                        | Viernes 10 de septiembre de 1993 |
| Indonesia                    | Martes 11 de agosto de 1992      |
| Israel                       | Viernes 11 de septiembre de 1992 |
| Italia                       | Viernes 16 de octubre de 1992    |
| Japón                        | Sábado 3 de octubre de 1992      |
| Malasia                      | Jueves 16 de julio de 1992       |
| México                       | Viernes 24 de julio de 1992      |
| Noruega                      | Jueves 2 de julio de 1992        |
| Nueva Zelanda                | Viernes 7 de agosto de 1992      |
| Países Bajos                 | Jueves 16 de julio de 1992       |
| Perú                         | Jueves 27 de agosto de 1992      |
| Polonia                      | Viernes 20 de agosto de 1993     |
| Portugal                     | Viernes 21 de agosto de 1992     |
| Puerto Rico                  | Jueves 11 de junio de 1992       |
| Reino Unido Irlanda          | Viernes 14 de agosto de 1992     |
| República Checa · Eslovaquia | Jueves 31 de diciembre de 1992   |
| Rumania                      | Viernes 2 de julio de 1993       |
| Singapur                     | Jueves 11 de junio de 1992       |
| Sudáfrica                    | Viernes 31 de julio de 1992      |
| Suecia                       | Viernes 26 de junio de 1992      |
| Suiza                        | Viernes 28 de agosto de 1992     |
| Tailandia                    | Sábado 27 de junio de 1992       |
| Taiwán                       | Sábado 4 de julio de 1992        |
| Turquía                      | Viernes 25 de septiembre de 1992 |
| Uruguay                      | Viernes 25 de septiembre de 1992 |
| Venezuela                    | Miércoles 22 de julio de 1992    |

## Saga

### Lethal Weapon
En esta película de 1987 de estilo buddy cop, Arma letal en España, Arma mortal en Hispanoamérica, dirigida por Richard Donner y protagonizada por Mel Gibson y Danny Glover, como una pareja de detectives del Departamento de Policía de Los Ángeles, y Gary Busey como su principal adversario. Fue candidata a un premio Óscar al mejor sonido en 1987. Esta película es la primera de una saga que cuenta con otras tres películas, todas protagonizadas por Gibson y Glover, y estrenadas en 1989, 1992 y 1998. La saga, según estimaciones de Forbes llegó a vender 116 457 100 entradas solo en Estados Unidos.

### Lethal Weapon 2
En esta película del año 1989, los enemigos son traficantes y miembros del cuerpo diplomático de Sudáfrica. Martin Riggs se involucra con una joven mujer del servicio diplomático que luego es asesinada. Se descubre también que su primera esposa no murió accidentalmente, sino que fue asesinada por los sudafricanos pensando que era Riggs quien conducía. Se introduce el personaje de Leo Getz (Joe Pesci), quien lavaba dinero de los mafiosos y traficantes, y debe ser protegido por Riggs y Murtaugh.

### Lethal Weapon 4
En esta ocasión, Martin Riggs y Roger Murtaugh se enfrentan a la mafia china, que falsifica dinero para comprar la libertad de la tríada. Lorna Cole está embarazada de Riggs y la hija de Murtaugh, Rianne, también lo está de un policía, compañero de trabajo de Riggs y Murtaugh, llamado Lee Butters (Chris Rock). El "villano" de esta entrega es Wa Sing Ku (Jet Li), que hará todo lo posible por su hermano mayor y miembro de la tríada.
Leo Getz ahora es detective privado. Al final Cole y Riggs se casan y tienen un hijo, y el capitán Murtaugh se convierte en abuelo.

### Serie de televisión
- Lethal Weapon (serie de televisión):
  - En septiembre de 2016 la cadena Fox estrenó una serie de televisión basada en la saga protagonizada por  Clayne Crawford como Martin Riggs y Damon Wayans como Roger Murtaugh.[9][10]